# Dividendaandelen
Dividendaandelen of hoogdividendaandelen zijn aandelen van ondernemingen waarop doorgaans een relatief hoog dividend wordt uitgekeerd.
Het dividend per aandeel is daarbij meestal van jaar tot jaar stabiel of licht groeiend. De payout ratio, het deel van de winst dat wordt uitgekeerd, ligt vaak boven de 50%.

## Het dividendconcept
Het is van belang om het dividendbedrag dat een belegger ontvangt te relateren aan de koers of aankoopprijs van het aandeel. De uitkomst is dan een percentage dat dividendrendement wordt genoemd. Daarmee kunnen ondernemingen onderling vergeleken worden. Het maakt duidelijk dat € 1,– dividend op een aandeel dat € 20,– kost, evenveel is als € 0,30 dividend op een aandeel dat € 6,– kost. Voor beide is het dividendrendement 5%.
Een hoog dividend is een relatief begrip. In de praktijk zijn er grote verschillen in het uitkeringsbeleid van ondernemingen. Bij "high-tech" ondernemingen komt een zeer karig dividendbeleid vrij algemeen voor. Gemaakte winsten zijn nodig om research en groei te financieren. Aan de andere kant blijken de sectoren olie, voeding, nutsbedrijven en, vóór de kredietcrisis ook financials, een royaler dividendbeleid te hebben. Er is sprake van een glijdende schaal met aan het ene uiteinde ondernemingen die weinig uitkeren en aan het andere uiteinde de "hoge" uitkeerders.
Over die laatste categorie ondernemingen gaat het hier, waarbij het begrip "hoog" niet exact te maken is. Bij een lage rentestand en daarmee samenhangend een eveneens gedaalde obligatierente, zoekt een deel van de beleggers elders naar een hoger rendement (Engels: "yield"). Mogelijkheden zijn dan onder meer: obligaties met een lagere rating en dus een hogere rente zoals die van minder bekende ondernemingen, achtergestelde leningen en (hoog)dividendaandelen.
De toegenomen belangstelling voor dit soort effecten blijkt ook uit het bestaan van aandelenindices die het presteren van dergelijke aandelen volgen. In Amerika is dat de Dow Jones U.S. Select Dividend Index. In Europa kennen we de FTSE High Dividend Yield Index.

## Kritiek
Een royaal uitkeringsbeleid wordt niet altijd positief beoordeeld. Sommige financieel deskundigen zijn van mening dat het een aanwijzing is voor een gebrek aan ideeën bij de leiding van de onderneming. Die slaagt er, in die visie, niet in om genoeg nieuwe projecten te ontwikkelen waarin de winsten rendabel kunnen worden geherinvesteerd. In zo'n geval kan de winst uitgekeerd worden als dividend.
De Amerikaanse economen Franco Modigliani en Merton Miller hebben in de jaren vijftig van de 20e eeuw een theorie opgesteld waaruit blijkt dat het uitkeren van dividend eigenlijk helemaal niet relevant is. Niet-uitkeren zou zich volgens hen op den duur weerspiegelen in een compenserende waardestijging van het aandeel. Zij hanteren echter wel diverse veronderstellingen waaraan voldaan moet zijn wil deze theorie opgaan.

## Voorbeelden van dividendaandelen
Ook onder Nederlandse beursgenoteerde ondernemingen zijn dividendaandelen te vinden. Ondernemingen melden in hun jaarverslag doorgaans een dividendrendement dat is gebaseerd op de slotkoers van het afgelopen jaar. Dat is dan wel een momentopname die de uitkomst vrij sterk kan beïnvloeden. Beter kan men de gemiddelde koers van het afgelopen jaar nemen.
Toelichting: Een aan de AScX genoteerde onderneming heeft in haar jaarverslag over 2016 aangekondigd een dividend van € 1,40 uit te keren. De koers bewoog zich afgelopen jaar rond de € 32,–. Het dividendrendement bedraagt dan 1,40/32 = 4,4%. Deze berekening wordt ook gehanteerd in het artikel dividendrendement, en in de literatuur welke in de bronnen wordt genoemd.

## Beleggingsfondsen
Door de toegenomen belangstelling van de zijde van particuliere beleggers, hebben banken in hun assortiment vaak ook een beleggingsfonds dat belegt in aandelen van bovenbeschreven categorie. Globaal gezegd heeft een beleggingsfonds in ieder geval één voordeel en één nadeel, vergeleken met direct aandelen kopen van ondernemingen.
Voordeel is dat met een beperkt bedrag een flinke spreiding wordt bereikt. Men verkrijgt indirect een belang in een groot aantal ondernemingen. Nadeel is dat er van de opbrengsten van het fonds een deel nodig is als kostendekking voor het fonds (en winst voor de bank). Dit deel ligt in een orde van grootte van 20 tot 30% van de opbrengsten. De kostenpercentages worden meestal uitgedrukt in een percentage van het belegd vermogen, en vermeld in prospectus en jaarverslag van het fonds.
Het dividendrendement dat men bij belegging in dergelijke fondsen kan bereiken blijkt in de orde van grootte van omstreeks 4% per jaar te liggen.

## Actualiseren bij koopbeslissing
Indien de beheerder van een beleggingsfonds overweegt aandelen (bij) te kopen, kan geen gebruik gemaakt worden van een historische koers van het afgelopen jaar. De koers van vandaag is van belang, en een min of meer onzeker toekomstig dividend. Om het verwachte rendement te kunnen berekenen kan de fondsbeheerder bijvoorbeeld eerst aannemen dat het volgende dividend even hoog is als het laatst uitgekeerde. Eventueel wordt daarop een correctie toegepast op grond van door de directie afgegeven vooruitzichten voor het lopende jaar of de mening van analisten.
Een fondsbeheerder overweegt bijvoorbeeld dat het dividend van een onderneming over 2017, uit te keren in 2018, € 0,42 kan bedragen. De koers in 2017 bedraagt rond de € 15,–.
Dit geeft een verwacht rendement van 0,42/15 x 100% = 2,8%. Als de richtlijn van zijn bank luidt: alleen beleggen als de uitkomst groter dan 4% is, zal hij niet tot kopen overgaan.